# Coupe de France masculine de volley-ball 2023-2024
Navigation
Coupe de France 2022-2023 Coupe de France 2024-2025
La Coupe de France masculine de volley-ball 2023-2024 est la 41e édition de la Coupe de France, compétition à élimination directe mettant aux prises des clubs de volley-ball affiliés à la Fédération française de volley-ball. 

## Listes des équipes en compétition
| - Ligue A - Chaumont - Montpellier - Nantes - Narbonne - Nice - Paris - Plessis-Robinson - Poitiers - Saint-Jean-d'Illac - Saint-Nazaire - Sète - Toulouse - Tourcoing - Tours | - Ligue B - Ajaccio - Cambrai VB - Cannes - Fréjus - Martigues - Mende - Nancy - Reims - Rennes - Royan - Saint-Quentin | - Élite Masculine - AL Caudry - Conflans-Andresy-Jouy VB |

## Premier tour
Les 2 équipes finalistes de la coupe de France fédérales 2022/2023 plus les 8 équipes de Ligue B moins bien classées à l’issue de la saison 2022/2023 participent à ce tour.
Les 3 équipes Ligue B les mieux classées à l’issue de la saison 2022/2023 et les 14 équipes de Ligue A sont exemptes.

## Deuxième tour
Dans ce tour, les 3 équipes de Ligue B exemptes du premier tour entrent en compétition.

## Troisième tour
Dans ce tour, les 4 équipes qualifiées au tour précédent s’affontrent.

## Phase finale

### Huitièmes de finale
Les 14 équipes de Ligue A entrent en compétition.